# Лу (Алесандрија)
Лу (итал. Lu) је насеље у Италији у округу Алесандрија, региону Пијемонт.
Према процени из 2011. у насељу је живело 915 становника. Насеље се налази на надморској висини од 272 м.

## Становништво
| 1936. | 1951. | 1961. | 1971. | 1981. | 1991. | 2001. | 2011. |
| ----- | ----- | ----- | ----- | ----- | ----- | ----- | ----- |
| 3.264 | 2.692 | 2.136 | 1.811 | 1.526 | 1.295 | 1.213 | 1.181 |